# No Prayer for the Dying
No Prayer for the Dying je osmým studiovým albem britské heavy metalové kapely Iron Maiden. Album vyšlo 8. října 1990 přes vydavatelství EMI/Epic.
Myšlenka alba bylo udělat více "pouliční" vydání to také inspirovalo kapelu k nahrávání ve stodole na pozemku baskytaristy Steva Harrise v Essexu pomocí Rolling Stones Mobile Studio. Dickinson prohlašuje, že tento nápad byl chybou a komentoval to slovy: "Bylo to na hovno! Byla to na hovno znějící nahrávka a přál jsem si, abychom to neudělali tímto způsobem. V té době jsem byl stejně vinen jako kdokoli jiný, když jsem šel a řekl: 'Ach skvělé! Podívejte, všichni jsme pokrytí slámou! Jaký larf!'"
Z alba vzešly dva singly. Singl Holy Smoke vyšel 10. září 1990 a umístil se na třetím místě britského žebříčku. Singl Bring Your Daughter…To The Slaughter vyšel 24. prosince 1990 a 5. ledna 1991 se vyšplhal na první příčku britského žebříčku.
Na tomto albu se kapela odklonila od literárních a historických témat z předchozích alb. Zde bylo převážně téma politika, náboženství a sociální problémy. Dokonce se jedná o jediné album skupiny, která má maximálně čtyři až pěti minutové písně.
Album se umístilo na 2. místě britského žebříčku a v žebříčku Billboard 200 se umístilo na 17. místě. Stal se platinovým albem pouze v Kanadě, kde se prodalo 100 tisíc kopií alba. A zlatým albem se stal ve Velké Británii (100 tisíc kopií), Itálii (100 tisíc kopií) a USA (500 tisíc kopií). Album se sice prodávalo a umístilo v žebříčkách úspěšně, ale kritiku mělo smíšenou až negativní.
Singl Bring Your Daughter…To The Slaughter je nejúspěšnější písní kapely za celou dobu její existence. Píseň napsal zpěvák kapely Bruce Dickinson na soundtrack k filmu Nightmare on Elm Street 5: The Dream Child, za což si vysloužil antioscarovou cenu Zlatá malina za nejhorší hudební doprovod k filmu. Samotná píseň měla být původně na prvním sólovém albu Bruce Dickinsona, nakonec se však objevila na albu No Prayer for the Dying. Originální (filmová) verze je odlišná a je k slyšení na výběru The Best Of Bruce Dickinson (limitovaná edice s 2CD).

## Seznam skladeb
Pokud není uvedeno jinak, autorem všech skladeb je Steve Harris.
| Pořadí | Název                                   | Autor                   | Délka |
| ------ | --------------------------------------- | ----------------------- | ----- |
| 1.     | Tailgunner                              | Bruce Dickinson         | 4:15  |
| 2.     | Holy Smoke                              | Dickinson, Harris       | 3:49  |
| 3.     | No Prayer for the Dying                 | Harris                  | 4:23  |
| 4.     | Public Enema Number One                 | Dickinson, Dave Murray  | 4:13  |
| 5.     | Fates Warning                           | Murray, Harris          | 4:12  |
| 6.     | The Assassin                            | Harris                  | 4:35  |
| 7.     | Run Silent Run Deep                     | Dickinson, Harris       | 4:35  |
| 8.     | Hooks in You                            | Dickinson, Adrian Smith | 4:08  |
| 9.     | Bring Your Daughter... to the Slaughter | Dickinson               | 4:45  |
| 10.    | Mother Russia                           | Harris                  | 5:32  |

## Bonusové skladby na znovuvydání z r. 1995
1. "All In Your Mind"
2. "Kill Me Ce Soir"
3. "I'm A Mover"
4. "Communication Breakdown"

## Sestava
- Bruce Dickinson – zpěv
- Dave Murray – kytara
- Janick Gers – kytara
- Steve Harris – baskytara, doprovodný zpěv
- Nicko McBrain – bicí
- Michael Kenney - klávesy